# Hanso Idzerda

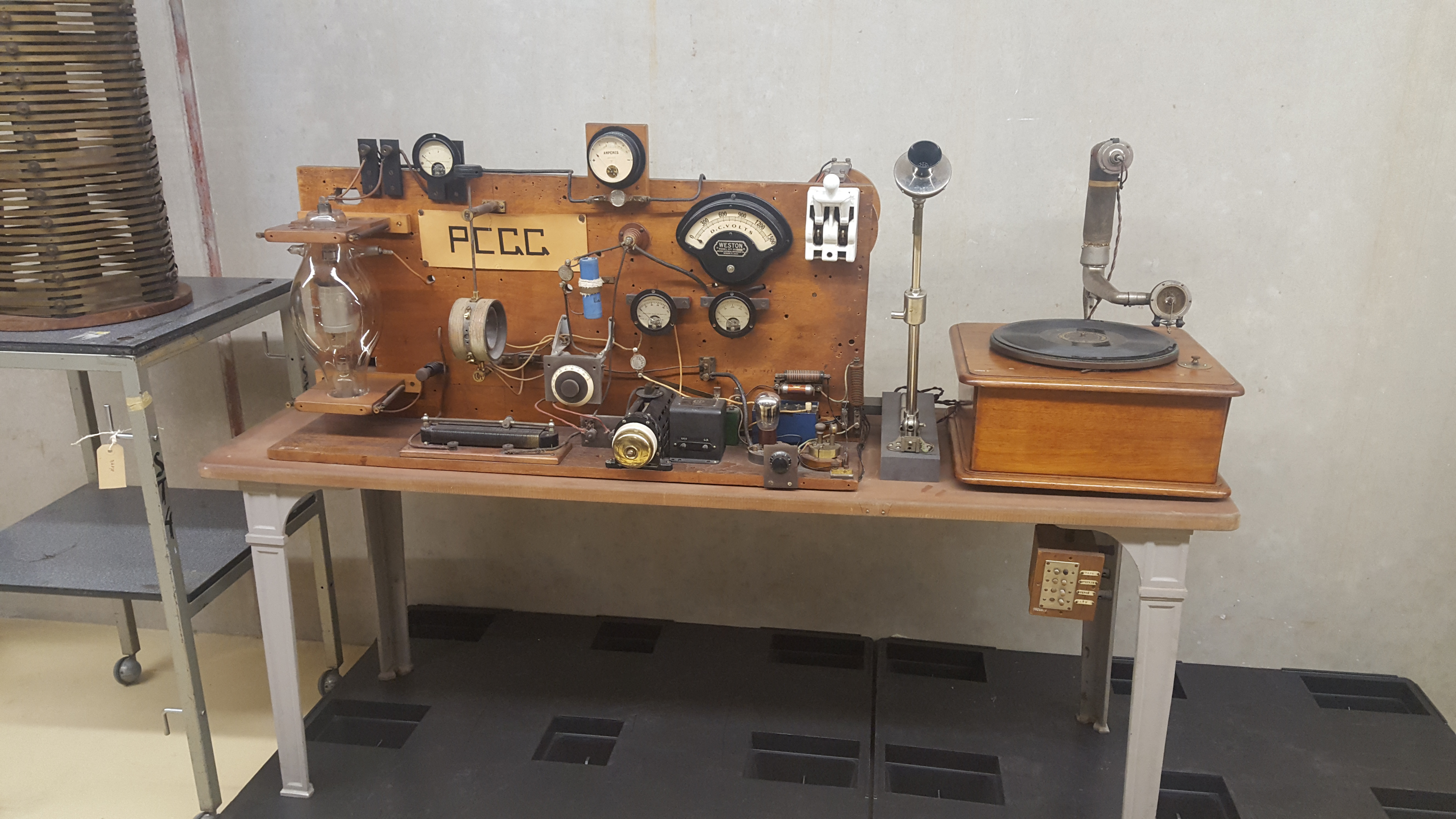
De zelfgebouwde apparatuur voor radio-uitzendingen van Idzerda. Collectie Nederlands Instituut voor Beeld en Geluid

Hans Henricus Schotanus à Steringa Idzerda (Weidum, 26 september 1885 - Den Haag, 3 november 1944), roepnaam Hanso Idzerda en bijnaam Idz, IDZ of I.D.Z. was een Nederlandse elektrotechnisch ingenieur (titel: ir.) en radio-omroeppionier. Voor algemeen publiek verzorgde hij vanaf 6 november 1919 de allereerste geregelde radio-uitzendingen in Nederland.

## Biografie
Idzerda werd geboren in Weidum, Friesland als zoon van Henrikus Idzerda (geboorteakte), plattelandsarts en Wilhelmina Frederika van de Wetering. Zijn voornamen luidden officieel Hans Henricus Schotanus à Steringa (geboorteakte) en waren een variant (verschrijving) op de voornamen van zijn grootvader Hanso Henricus Schotanus a Sterringa Idzerda (geboorteakte) (1831-1893), die genees-, heel- en vroedmeester was te Rauwerd. Hoewel afkomstig uit een familie van artsen, besloot hij een technische studie te volgen aan het Rheinisches Technikum in het Duitse Bingen am Rhein, die hij in 1913 afsloot als ingenieur elektrotechniek. Vervolgens vestigde hij zich in Scheveningen in de Ten Hovestraat als zelfstandig adviseur "voor de toepassing van elektriciteit op elk gebied". Waarschijnlijk heeft hij zich eerst bij zijn vestiging in Den Haag in juni 1913 laten inschrijven onder de voornamen Hanso Henricus en de achternaam Schotanus à Steringa Idzerda. De voornamen Schotanus à Steringa werden dus tot de achternaam gerekend.

### Radiotechniek
Idzerda richtte zich op de ontwikkeling van radiozend- en ontvangstapparatuur. In zijn eigen bedrijf, onder de naam Technisch Bureau Wireless, begon hij met de fabricage van apparatuur, die hij onder meer leverde aan het Nederlandse leger. Tijdens de Eerste Wereldoorlog experimenteerde hij vanuit de pastorie van zijn schoonouders, de familie Nicolaï in Mantgum. Met zelfgebouwde radiozoekers wist hij de locatie van radiozenders te bepalen, onder andere van Duitse zeppelins die naar Engeland voeren. Van zijn informatie maakten de Nederlandse strijdkrachten dankbaar gebruik.
Tevens slaagde hij erin een triodelamp die in Amerika al in 1906 door Lee De Forest was uitgevonden, verder te ontwikkelen. De Eindhovense gloeilampenfabriek van Philips nam de lamp in 1918 in productie onder de naam PH-IDZ (Philips Ideezet). De lamp had een beperking, want hij was alleen geschikt om morseseinen te verwerken. Het was nog niet mogelijk om woord en muziek de ether in te sturen. Om dit te bereiken waren zendtriodebuizen met een grotere frequentiebandbreedte en een groter vermogen nodig. Samen met Philips ontwikkelde Idzerda enkele verbeterde proefexemplaren. Tijdens de Utrechtse jaarbeurs, eind februari 1919, demonstreerde hij voor het eerst in Nederland radiotelefonische uitzendingen over een afstand van 1200 meter. De opwinding onder het publiek was groot en zelfs de toenmalige koningin Wilhelmina kwam luisteren.

### Eerste uitzending

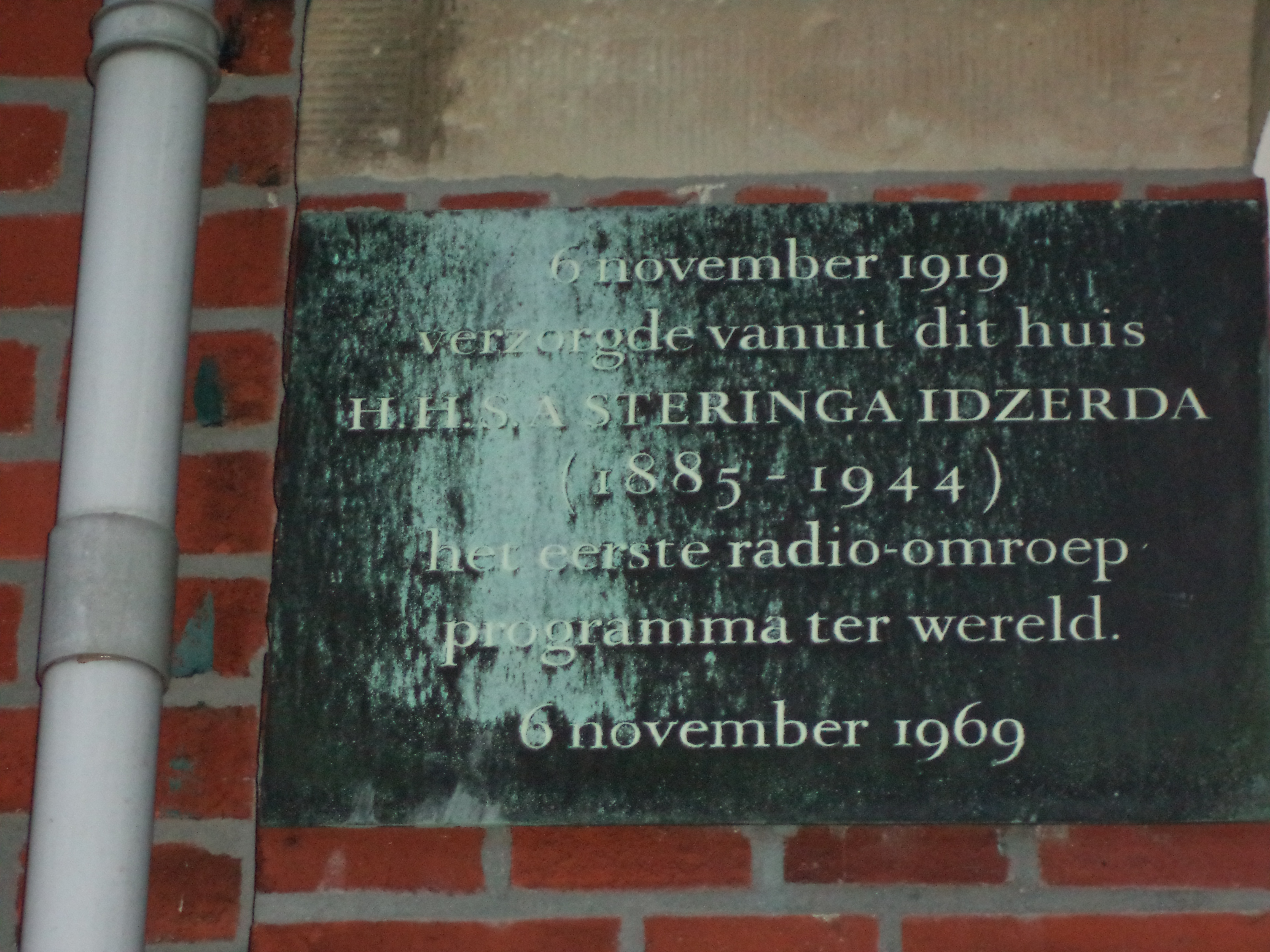
Plaquette voor Idzerda, Beukstraat 8 Den Haag

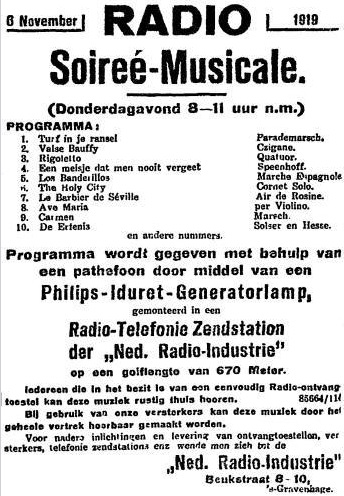
Advertentie in de NRC voor de uitzending van Steringa Idzerda

Vanaf dat moment had Idzerda de smaak te pakken en vroeg hij een officiële zendvergunning aan, die hij in augustus kreeg toegewezen. Op 6 november 1919 was het dan zover. Vanuit een studio in het bedrijfsgebouw Beukstraat 8 in Den Haag verzorgde hij tussen 8 en 10 uur 's avonds de eerste publieke Nederlandse radio-uitzending. De dag ervoor had hij in de Nieuwe Rotterdamsche Courant (NRC) zijn uitzending aangekondigd als Radio Soireé-Musicale (inclusief zetfout).
Vanwege de vooraankondiging en het regelmatig uitzenden was deze tevens de eerste commerciële omroepuitzending ter wereld. De eerste radio-uitzending ter wereld was het echter niet. De Canadees Reginald Fessenden was op kerstavond 1906 waarschijnlijk de eerste, en de Belgische ingenieur Robert Goldschmidt verzorgde van maart tot juli 1914 uitzendingen vanuit vanuit het Park van Laken.
Idzerda's studio- en zendapparatuur was gemaakt door zijn eigen bedrijfje, de NRI (Nederlandsche Radio-Industrie). De uitzending begon met de bekende grenadiersmars: Turf in je ransel. In de geprogrammeerde live-uitzendingen werd met enige regelmaat een hoorspel ten gehore gebracht. Van deze hoorspelen is niets bewaard gebleven.
Tot 11 september 1924 verzorgde Idzerda honderden uitzendingen, die tot over de landsgrenzen werden beluisterd. Hij zond uit op afwisselend op golflengten van 1050 en 1070 meter middengolf. De klassieke muziekprogramma's werden rechtstreeks gespeeld door strijkjes of kamerorkesten, en in januari 1924 werd ook de eerste jazz uitgezonden. In samenwerking met de Engelse krant Daily Mail maakte hij ook uitzendingen speciaal voor Engeland. Idzerda's zender PCGG werd razend populair, wat hem in staat stelde de benodigde financiële ondersteuning voor zijn zender te vragen en te ontvangen. Daarnaast bouwde Idzerda de lampenzender "Fort Vossegat", die het KNMI vanaf 1924 gebruikte voor het uitzenden van weerberichten. Desondanks ging Idzerda in november 1924 failliet en werd zijn zendvergunning door de overheid ingetrokken. Met steun van Philips, die twee zendmasten bij Huizen beschikbaar stelde, nam de Hilversumse Nederlandsche Seintoestellen Fabriek (NSF) de publieke omroeptaak over.
Met een nieuw bedrijf, NV Idzerda Radio, bleef hij tot 1932 radio maken, echter alleen in de nachtelijke uren vanwege een beperking in zijn zendvergunning. Teleurgesteld beëindigde hij in 1935 resoluut alle activiteiten op radiogebied. Hij verkocht zijn apparatuur en wat overbleef schonk hij aan het toenmalige Postmuseum in Den Haag.

### Octrooistrijd met Philips
In 1930 raakte hij verwikkeld in een octrooistrijd met Philips. Vastgesteld werd dat er met deze octrooiaanvraag voor de uitvinding van Idzerda geen inbreuk werd gedaan op de Philips-octrooien en dat in maart 1931 Philips in het ongelijk werd gesteld. Het octrooi werd in januari 1935 verleend onder nummer 50298, maar verviel wegens 'niet betalen van de jaaraccijns' reeds in september van datzelfde jaar.

### Pensionhouder
Uit de erfenis van zijn oom Arnold, die eigenaar was van vier panden in Scheveningen, en daarin Pension "Mr. Idzerda" dreef, zette hij deze nering begin 1934 onder dezelfde naam voort en ging zelf wonen in een van de panden, aan de Parkweg 3. Als radiopionier raakte hij in vergetelheid. Het pension kwam in mei 1943 in het Sperrgebiet te liggen. Doordat vlakbij de Führer der Schnellboote zich met zijn staf vestigde, waren onderkomens voor de Duitse militairen nodig, in Pension Idzerda werden Duitse officieren gehuisvest, wat Idzerda tegen wil en dank een inkomen opleverde.

### Overlijden
Nieuwsgierigheid maakte dat hij 's avonds op 2 november 1944 ging kijken naar een vanuit Duindigt (Wassenaar) gelanceerde en bij de waterpartij in de Scheveningse Bosjes neergestorte V2 (raket), die bij de ontploffing voor grote schade in de omgeving had gezorgd. Het projectiel had een grote krater geslagen. Idzerda ging op zoek naar de restanten, maar werd betrapt door een Duitse legerpatrouille die hem wegstuurde. Op 3 november 1944 's ochtends keerde hij er terug en werd weer betrapt, ditmaal met delen van de raketkop (waarschijnlijk het elektronisch gedeelte) in zijn bezit. Hij werd voor een spion gehouden, gearresteerd en voor verhoor naar Landgoed Clingendael gebracht. Op het naastgelegen Landgoed Oosterbeek werd hij daarna onder een beukenboom standrechtelijk geëxecuteerd en provisorisch begraven. Zijn stoffelijk overschot werd daar op 28 september 1945 gevonden. Pas in maart 1946 werd zijn familie op de hoogte gebracht, waarna hij herbegraven werd op begraafplaats Nieuw Eykenduynen.
Dat er op het graf bloemen zouden zijn gelegd, afkomstig van het verzet, zou er op kunnen wijzen dat hij zich tijdens de oorlog had beziggehouden met verzetswerk.

### Privéleven
Hij huwde in 1910 in Baarderadeel met Geertruida Elizabeth Johanna Nicolai. Zij kregen twee dochters en twee zonen.

## Nagedachtenis

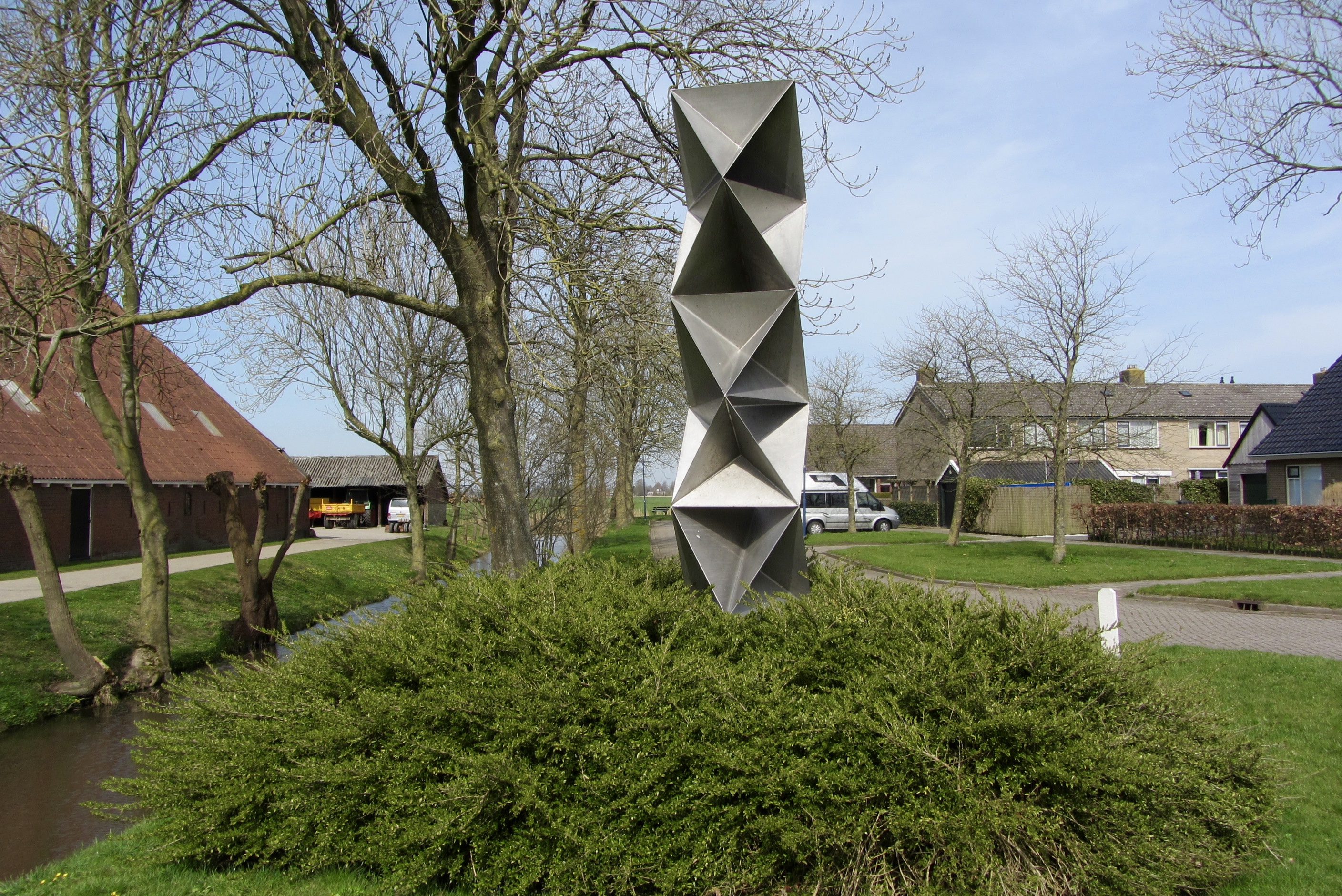
Herdenkingsteken in Weidum

- De zender uit 1919 was door Idzerda geschonken aan het museum Beeld & Geluid in Den Haag (indertijd Postmuseum geheten) en werd daar ook gedemonstreerd. In het Nederlands Instituut voor Beeld en Geluid in Hilversum bevindt zich sinds 2019 een door Ed Plevier van de Nederlandse Vereniging voor de Historie van de Radio ter gelegenheid van 100 jaar radio gebouwde replica van de zender van Idzerda.[15]
- Het VPRO-radioprogramma Instituut Idzerda, naderhand Studio Idzerda genoemd, (2010-2013) is naar hem vernoemd.
- De gemeente Den Haag en Fonds 1818 richtten in 2008 een stimuleringsfonds op, dat naar de radiopionier het Idzerda-fonds werd genoemd. Dit fonds stimuleerde en ondersteunde jonge radiomakers door geld, opnameapparatuur en montagefaciliteiten beschikbaar te stellen. Het Idzerdafonds is eind 2010 opgeheven wegens gebrek aan belangstelling.[16]
- Aan de gevel van Beukstraat 8-10 in Den Haag hangt een herdenkingsplaquette.
- In zijn geboortedorp Weidum is de Idzerdaleane naar hem vernoemd, en hier staat tevens een monument.

## Eeuwfeest
Op 6 november 2019 was het exact 100 jaar geleden dat Idzerda zijn eerste radio-uitzending verzorgde. Aan de viering hiervan werd door de NPO aandacht besteed door een reportagewagen met radio-verslaggever Maino Remmers die door het land reed en daarbij markante plaatsen uit de nationale radiogeschiedenis aandeed. Ook presenteerden NPO Radio 1 en NPO Radio 5 de Onvergetelijke Luisterlijst.
Ook ter gelegenheid van het eeuwfeest zond de VPRO in november 2019 een vierdelig gedramatiseerd podcast-verhaal 'Pension Idzerda' uit dat is  gebaseerd op de fictieve in september 1944 aan de Parkweg 3 opgenomen verhalen, die zouden zijn ingesproken door Idzerda zelf, en die op vier 78 toerenplaten zouden zijn opgenomen. In een van de ten gehore gebrachte fragmenten van die opnamen zegt Idzerda over de over zijn woning overvliegende V2's: 'Ik zou wel eens willen weten hoe ze dát voor elkaar gekregen hebben'. Hierbij werd verwezen naar de nieuwsgierigheid van Idzerda om het op 3 november 1944 door hem meegenomen elektronische gedeelte van het besturingsmechanisme van een vlakbij neergestorte V2 te willen onderzoeken.